# Vleteren
Vleteren (vls. Vletern, Fletern) – miejscowość i gmina (gemeente) w północno-zachodniej Belgii, w Regionie Flamandzkim, w prowincji Flandria Zachodnia, w okręgu Ieper. 1 stycznia 2024 r. liczyła 3600 mieszkańców.

## Podział administracyjny
W skład gminy wchodzi siedem dzielnic (deelgemeente):
- Oostvleteren
- Westvleteren
- Woesten